# Chrysopilus stigma
Chrysopilus stigma är en tvåvingeart som beskrevs av Enrico Adelelmo Brunetti 1909. Chrysopilus stigma ingår i släktet Chrysopilus och familjen snäppflugor.
Artens utbredningsområde är Myanmar. Inga underarter finns listade i Catalogue of Life.